# Santa Filotea
Filotea (in greco Φιλοθέη?), al secolo Revoula Benizelou (Atene, 1522 circa – Atene, 19 febbraio 1589) è stata una religiosa greca, venerata come santa dalla Chiesa ortodossa.

## Biografia
Filotea nacque ad Atene da una famiglia illustre e ricca, che le permise di ricevere una buona istruzione. Contro la sua volontà venne data in sposa ad un uomo crudele: questi morì tre anni dopo e Filotea, dati via i suoi averi, si ritirò a vita monastica.
Trasformò la chiesa di Sant'Andrea in monastero e assunse il nome monastico di Filotea, "amica di Dio". Con le sorelle del convento fondò scuole, assistette i poveri e i malati e protesse le giovani donne dalle violenze, dalle conversioni forzate all'Islam, e dagli harem. Per questo motivo, nel 1589, i governanti ottomani si infuriarono, andarono al suo convento, la trascinarono a forza fuori dalla chiesa e la picchiarono tanto brutalmente che morì dopo pochi giorni.

## Culto
Santa Filotea è considerata una martire dalla Chiesa greco-ortodossa: la sua memoria ricade il 19 febbraio. Insieme ai santi Ieroteo il Tesmoteta e Dionigi l'Areopagita, Filotea è patrona della città di Atene. Le sue reliquie si trovano nella Cattedrale Metropolitana di Atene. Il quartiere cittadino Filothei prende il nome da lei.